# دیانا اوکلبا
دیانا نستوری اوکلبا (ارمنی: Դիանա Նեստորի Ուկլեբա؛ انگلیسی: Diana Oucleba زادهٔ ۱۹۱۰ - درگذشته ۲۰۰۱) شاعر، نقاش اهل گرجستان بود.

## زندگی
وی در ۱۹۱۰ در کوتائیسی به دنیا آمد و از آکادمی هنرهای زیبای تفلیس فارغ‌التحصیل گشت. گئورگ گریگوریان (نقاش) همسر وی بود. وی در ۲۰۰۱ در سن ۹۱ سالگی در ایروان درگذشت.